# Lomographa polyalaria
Lomographa polyalaria là một loài bướm đêm trong họ Geometridae.